# Путов, Александр Сергеевич
Александр Сергеевич Путов (9 марта 1940, Каменск — 18 ноября 2008, Рен, Франция) — советский и израильский художник. Живописец, график, скульптор, иллюстратор. Работал в Париже в групе "Арт-Клош" вместе с Алексеем Хвостенко, Валентином Самарином и Владимиром Толстым.

## Биография
Александр Сергеевич Путов родился в Каменске 9 марта 1940. Мать — Сара Исааковна Абарбанель — учительница, отец — Сергей Иванович Путов — механик. Во время войны семья эвакуируется в Кемерово), потом переезжает в Ногинск. В юности он увлекается театром.
В 1957 году Путов начинает учебу во Втором МГМИ (Медицинский Институт, педиатрический факультет), но не заканчивает его.
В 1959—1962 он служит в армии и там же начинает рисовать, и с тех пор решает стать художником.
В 1969 году он защитил диплом архитектора в МАРХИ. В этот период он знакомится с В. Ситниковым, В. Казьминым, О. Рабином, Е. Зюзином, Л. Губановым, Тароном Гарибяном. В 1971—1973 он часто общается с М. М. Шварцманом, которого он считает своим духовным отцом.
Он выставляет свои рисунки и карикатуры в университете, в частных квартирах, не являясь членом Союза Художников. В 1968 он выставляется вместе с Ильей Кабаковым в кафе «Синяя птица» в Москве.
В 1966 году он женится на Марине Бренгаус. В 1973 году они вместе эмигрируют в Израиль, так как Путов имеет еврейскую национальность по матери. Во время отъезда более 10 000 рисунков и картин остаются в СССР, но примерно 2000 работ Путов сможет привезти с собой в Израиль.
4 августа 1973 года Марина рожает сына Давида. В 1982 году организована его персональная выставка в Хайфе в Музее Современного Искусства. Во время периодических служб в армии Путов пишет 15 фресок на стенах столовых, от которых остались только фотографии.
В 1982 Александр и Марина разводятся, а в 1986 его приглашают в Париж на выставку международных художников в CIAC (Центр Международного Современного Искусства). Он сразу связывается с художниками группы «Art-Cloche», которые работают в сквотах, и решает остаться жить в Париже.
С тех пор он дружит и работает с Валентином Самариным (фотограф), Владимиром Котляровым «Толстым» (художник, актер), Алексеем Хвостенко (поэт, художник), Юрием Титовым (художник), Олегом Соханевичем (поэт и художник) в разных сквотах, где Путов является одним из наиболее активных художников. Самый знаменитый сквот — культурный центр «Жюльет Додю», или «Русский сквот», где собирались поэты и художники из России, был разрушен в июне 1992 года.
В 1987 году Путов знакомится со второй женой, Сильви.
В 1993 году Сильви рожает дочь Луизу и в 1997 году — сына Василия. В работах Путова возникают темы детей и материнства. В это время он одновременно пишет огромное количество пейзажей в пригороде Парижа, а также в Швейцарии и на юге Франции.
В 2000 году семья переезжает на запад Франции в деревню Плелан-ле-Гран. В 2003 году у художника начинается болезнь Паркинсона, но несмотря на это, он продолжает рисовать до 2005 года. В 2007 году он заканчивает автобиографическую книгу «Реализм Судьбы», которая будет издана в Москве, в издательстве "Новое Литературное Обозрение в 2013 году.
Александр Путов скончался 18 ноября 2008 в городе Ренн.

## Художник-Иллюстратор
В течение жизни, Путов иллюстрировал стихи более 15 поэтов, в том числе Данте Алигьери, Корнея Чуковского, Вадим Делоне, и его знакомых и друзей Алексей Хвостенко, Виктора Кривулина, Андрея Лебедева, Анри Волохонского, Насти Хвостовы, Рины Левинсон, Александра Альтшулера, и французского поэта Жан-Пьер Ронэ.
Особые важные моменты творчества Путова - иллюстрации к стихам Велимира Хлебникова, Леонида Губанова и Осипа Мандельштама.